# クリス・ブリットン
クリストファー・ダニエル・ブリットン（Christopher Daniel Britton, 1982年12月16日 - ）は、アメリカ合衆国・フロリダ州ハリウッド出身の元プロ野球選手（投手）。右投右打。

## 経歴

### プロ入りとオリオールズ時代
2001年のドラフトでボルチモア・オリオールズから8巡目（全体233位）で指名を受け、プロ入り。この年はルーキー級ガルフ・コーストリーグ・オリオールズで12試合に登板し、2勝3敗、防御率2.76の成績を残した。
2002年は、ルーキー級ブルーフィールド・オリオールズで9試合に登板し、3勝0敗、防御率4.54の成績を残した。
2003年は、3月に右ひじから骨片を取り除く手術を受けたため、シーズンを全休した。
2004年は、A級デルマーバ・ショアバーズで27試合に登板し、9勝4敗1セーブ、防御率3.75の成績を残した。
2005年は、A+級フレデリック・キーズで46試合（全て救援）に登板し、6勝0敗6セーブ、防御率1.60の成績を残した。
2006年は、4月12日のタンパベイ・デビルレイズ戦でメジャーデビュー。その後降格するも5月中旬に再昇格し以降は中継ぎとして定着。最終的にアメリカンリーグの新人としては4位となる52試合に登板し、0勝2敗1セーブ6ホールド、防御率3.35を記録。メジャー1年目としては上々の成績を残した。

### ヤンキース時代
2006年11月12日、ジャレット・ライトとの1対1、プラス400万ドルでニューヨーク・ヤンキースにトレード移籍した。
2007年は、スコット・プロクターらと共にヤンキースリリーフ陣の中心を担う存在として期待されたが、わずか11試合の登板にとどまった。
2008年もわずか15試合の登板にとどまり、12月15日にFAとなった。

### パドレス傘下時代
2008年12月24日にサンディエゴ・パドレスとマイナー契約を結んだ。
2009年は、AAA級ポートランド・ビーバーズで5試合に登板し防御率9.53、AA級サンアントニオ・ミッションズで10試合に登板し防御率10.80と成績は振るわず、5月26日に自由契約となった。

### 独立リーグ時代
パドレス退団後はアトランティックリーグのヨーク・レボリューションと契約。シーズン終了後に退団した。
2010年はアメリカン・アソシエーションのリンカーン・ソルトドッグスでプレー。
2011年はノース・アメリカン・リーグのユマ・スコーピオンズでプレー。この年限りで現役を引退した。

## 選手としての特徴・人物
身長が191cm。体重が127kgとかなりの巨漢投手。

## 詳細情報

### 年度別投手成績
| 年 度    | 球 団    | 登 板 | 先 発 | 完 投 | 完 封 | 無 四 球 | 勝 利 | 敗 戦 | セ 丨 ブ | ホ 丨 ル ド | 勝 率 | 打 者 | 投 球 回 | 被 安 打 | 被 本 塁 打 | 与 四 球 | 敬 遠 | 与 死 球 | 奪 三 振 | 暴 投 | ボ 丨 ク | 失 点 | 自 責 点 | 防 御 率 | W H I P |
| -------- | -------- | ----- | ----- | ----- | ----- | -------- | ----- | ----- | -------- | ----------- | ----- | ----- | -------- | -------- | ----------- | -------- | ----- | -------- | -------- | ----- | -------- | ----- | -------- | -------- | ------- |
| 2006     | BAL      | 52    | 0     | 0     | 0     | 0        | 0     | 2     | 1        | 6           | .000  | 221   | 53.2     | 46       | 4           | 17       | 3     | 0        | 41       | 0     | 0        | 22    | 20       | 3.35     | 1.17    |
| 2007     | NYY      | 11    | 0     | 0     | 0     | 0        | 0     | 1     | 0        | 0           | .000  | 51    | 12.2     | 9        | 2           | 4        | 0     | 0        | 5        | 0     | 0        | 5     | 5        | 3.55     | 1.03    |
| 2008     | NYY      | 15    | 0     | 0     | 0     | 0        | 0     | 0     | 0        | 0           | ----  | 105   | 23.0     | 28       | 4           | 11       | 1     | 0        | 12       | 1     | 0        | 13    | 13       | 5.09     | 1.70    |
| MLB：3年 | MLB：3年 | 78    | 0     | 0     | 0     | 0        | 0     | 3     | 1        | 6           | .000  | 377   | 89.1     | 83       | 10          | 32       | 4     | 0        | 58       | 1     | 0        | 40    | 38       | 3.83     | 1.29    |

### 背番号
- 52（2006年）
- 56（2007年 - 同年途中）
- 39（2007年途中 - 同年終了）
- 38（2008年 - 同年途中）
- 47（2008年途中 - 同年途中）
- 63（2008年途中 - 同年終了）